# San Rafael Tercero
San Rafael Tercero är en ort i Mexiko.   Den ligger i kommunen Zapopan och delstaten Jalisco, i den centrala delen av landet, 500 km väster om huvudstaden Mexico City. San Rafael Tercero ligger 1 625 meter över havet och antalet invånare är 102.
Terrängen runt San Rafael Tercero är platt åt sydväst, men åt nordost är den kuperad. Terrängen runt San Rafael Tercero sluttar österut. Runt San Rafael Tercero är det mycket tätbefolkat, med 1 177 invånare per kvadratkilometer. Närmaste större samhälle är Guadalajara, 14,5 km söder om San Rafael Tercero. I omgivningarna runt San Rafael Tercero växer huvudsakligen savannskog.